# 小叶双盖蕨
小叶双盖蕨（学名：Diplazium mettenianum var. fauriei）也称小叶短肠蕨，为蹄盖蕨科双盖蕨属下的一个变种。